# 兵庫県道48号大屋波賀線
兵庫県道48号大屋波賀線（ひょうごけんどう48ごう おおやはがせん）は、兵庫県養父市から宍粟市を結ぶ県道（主要地方道）である。

## 概要
以前は兵庫県道48号大屋波賀線だったが、養父市発足により兵庫県道48号養父波賀線に改称し、さらに2013年4月1日に兵庫県道48号大屋波賀線に再度改称した。

### 路線データ
- 起点：養父市大屋町加保（兵庫県道6号養父宍粟線交点）
- 終点：宍粟市波賀町戸倉（出合橋交差点、国道29号交点）
- 総延長：約17.602 km

## 歴史
- 1964年（昭和39年）12月28日 - 建設省（現・国土交通省）が主要地方道に指定。
- 1966年（昭和41年）2月1日 - 路線認定。
- 1993年（平成5年）5月11日 - 建設省から、主要県道大屋波賀線が大屋波賀線として主要地方道に再指定される[2]。

## 路線状況

### 重複区間
- 兵庫県道714号大屋関宮線（養父市大屋町加保）

## 地理

### 通過する自治体
- 養父市
- 宍粟市

### 交差する道路
| 交差する道路                                               | 市町村名 | 交差する場所 | 交差する場所        |
| ---------------------------------------------------------- | -------- | ------------ | ------------------- |
| 兵庫県道6号養父宍粟線 兵庫県道714号大屋関宮線 重複区間起点 | 養父市   | 大屋町加保   | 起点                |
| 兵庫県道714号大屋関宮線 重複区間終点                       | 養父市   | 大屋町加保   |                     |
| 兵庫県道521号道谷三方線                                    | 宍粟市   | 波賀町道谷   |                     |
| 国道29号                                                   | 宍粟市   | 波賀町戸倉   | 出合橋交差点 / 終点 |

### 沿線にある施設など
- 天滝渓谷
- 中間温泉
- 若杉高原大屋スキー場
- 若杉峠